# Sankt-Johann-Kapelle (Znojmo)
Die Sankt-Johann-Kapelle war eine Kapelle auf dem Masarykovo náměstí der Stadt Znojmo (Znaim) in Tschechien.

## Geschichte
Die Anfänge der Znaimer Sankt-Johann-Kapelle sind ebenso wenig bekannt wie die Besitzverhältnisse. Es gibt Vermutungen, dass sie zunächst dem Johanniterorden gehörte. Als zweiter möglicher Besitzer wird der Orden der Ritter des heiligen Grabes von Jerusalem genannt. Gestärkt wird diese Vermutung durch eine Urkunde aus dem Jahr 1261, in welcher Papst Urban IV. dem Bischof von Prag befiehlt, die diesem Orden gehörenden Kirchen in Brünn, Znaim und Vöttau in Schutz zu nehmen.
Da die Kapelle anschließend für längere Zeit nirgendwo erwähnt wird, besteht die Möglichkeit, dass sie zu einem unbekannten Zeitpunkt zunächst eingegangen und später wieder errichtet wurde.
Erst im Jahr 1408 wird sie wieder erwähnt. Den Unterlagen zufolge wurden bereits vor 1408 die Gottesdienste in der Sankt-Johann-Kapelle von der Pfarre Sankt Nikolas gehalten. Laut denselben Quellen wurde die Kapelle von der Stadt Znaim erhalten und verfügte über eine Turmuhr. 1574 wurde diese so wie das Ziegeldach in Stand gesetzt. 1591 erhielt die Kapelle anlässlich einer weiteren Instandsetzung auch einen Rauchfang.
Am 15. September 1604 beschwerte sich der damalige Abt vom Stift Klosterbruck, Sebastian III. von Chotieborz, beim Stadtrat von Znaim darüber, dass die Kapelle in ein Kauf- und Zollhaus umgewandelt worden war. Erst unter Kaiser Ferdinand II. wurde das zweckentfremdete Gebäude wieder seinem ursprünglichen Zweck zugeführt und neuerlich geweiht. Zusätzlich wurde die Kapelle zum Treffpunkt neu entstandener religiöser Bruderschaften. Zu dieser Zeit wurden die Gottesdienste bis zur 1773 erfolgten Auflösung des Jesuitenordens von den in der Pfarre Sankt Michael ansässigen Ordensbrüdern abgehalten. Anschließend übernahm wieder die Pfarre Sankt Nikolas die Gottesdienste.
Von der 1786 erfolgten Auflösung der religiösen Bruderschaften und der Schließung aller entbehrlichen Kapellen unter Joseph II. war auch die Sankt-Johann-Kapelle betroffen. Die Stadt Znaim benutzte in der Folge das Gebäude als Getreidespeicher für den Getreidemarkt. Um 1790 soll der Kirchturm abgetragen worden sein. Ungefähr zeitgleich wurden verschiedene kleine Läden angebaut.
Am 13. April 1852 wurde die ehemalige Sankt-Johann-Kapelle von der Stadt Znaim dem späteren Bürgermeister Anton Jungnickel kostenlos überlassen mit der Auflage, auf dessen Areal ein zweistöckiges Wohnhaus zu errichten und den 14 Inhabern der bisherigen Buden in dem Neubau wieder Verkaufsläden zur Verfügung zu stellen.
1945 wurde das Bauwerk abgetragen.